# تپه دینه کتی
تپه دینه کتی مربوط به عصر آهن است و در شهرستان بابل، بخش امیرکلا،روستای ملامحله واقع شده و این اثر در تاریخ ۲۶ اسفند ۱۳۸۶ با شمارهٔ ثبت ۲۲۰۰۰ به‌عنوان یکی از آثار ملی ایران به ثبت رسیده است.